# Brent Krahn
Brent Krahn, född 2 april 1982, är en kanadensisk före detta professionell ishockeymålvakt.